# Henlopen Acres
Henlopen Acres és una població dels Estats Units a l'estat de Delaware. Segons el cens del 2000 tenia 139 habitants.

## Demografia
Segons el cens del 2000, Henlopen Acres tenia 139 habitants, 69 habitatges, i 42 famílies. La densitat de població era de 206,4 habitants/km².
Dels 69 habitatges en un 11,6% hi vivien nens de menys de 18 anys, en un 58% hi vivien parelles casades, en un 1,4% dones solteres, i en un 39,1% no eren unitats familiars. En el 36,2% dels habitatges hi vivien persones soles el 26,1% de les quals corresponia a persones de 65 anys o més que vivien soles. El nombre mitjà de persones vivint en cada habitatge era de 2,01 i el nombre mitjà de persones que vivien en cada família era de 2,62.
Per edats la població es repartia de la següent manera: un 11,5% tenia menys de 18 anys, un 2,2% entre 18 i 24, un 10,8% entre 25 i 44, un 32,4% de 45 a 60 i un 43,2% 65 anys o més.
L'edat mediana era de 62 anys. Per cada 100 dones de 18 o més anys hi havia 83,6 homes.
La renda mediana per habitatge era de 82.423 $ i la renda mediana per família de 162.681 $. Els homes tenien una renda mediana de 0 $ mentre que les dones 31.563 $. La renda per capita de la població era de 82.091 $. Cap de les famílies i el 3,5% de la població estaven per davall del llindar de pobresa.

## Poblacions més properes
El següent diagrama mostra les poblacions més properes.